# Arnoldus Senguerdius

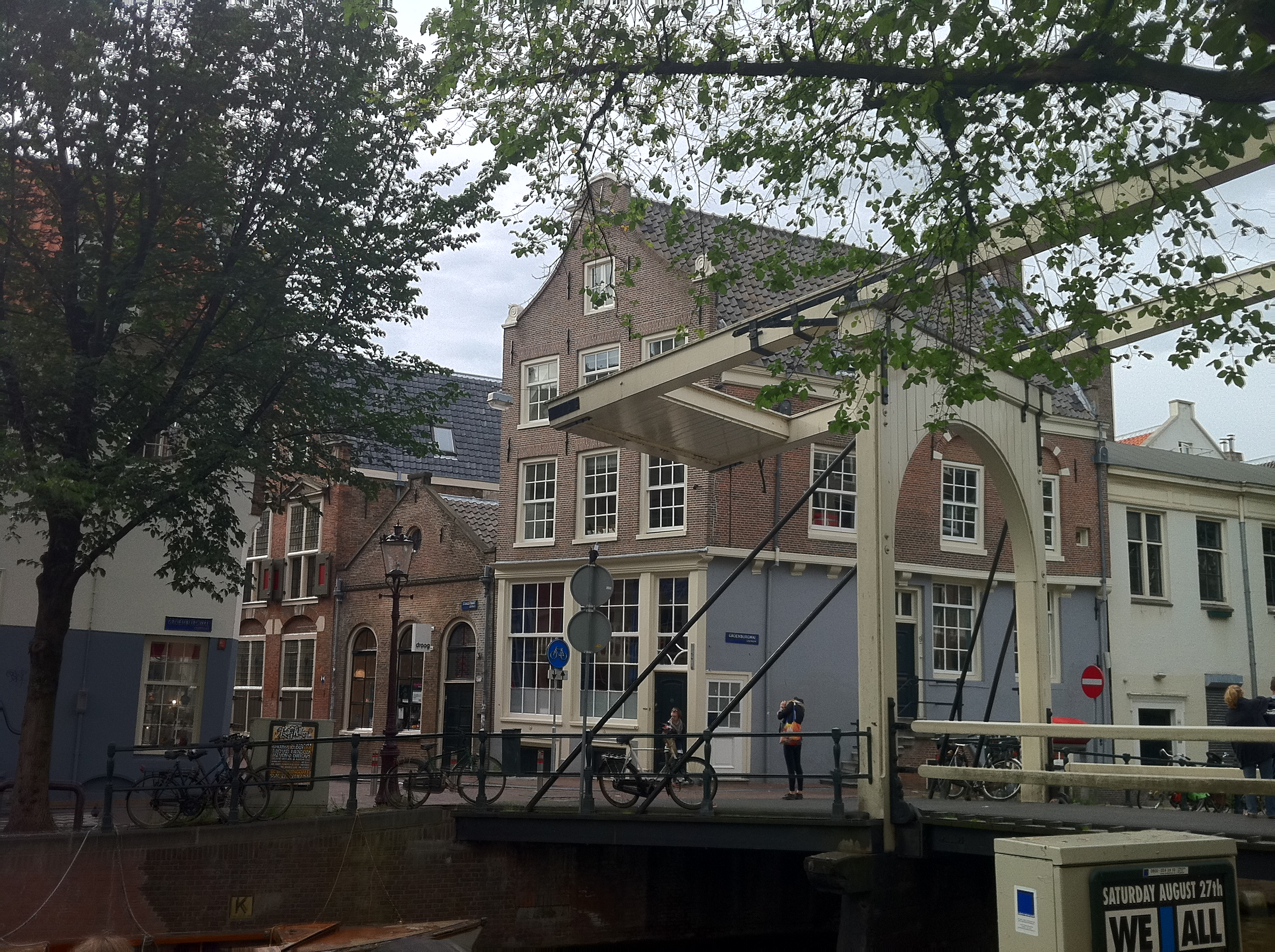
Uitzicht van Senguerdius op de Groenburgwal en de Staalstraat

Arnoldus Senguerdius (Amsterdam, 1610 - Naarden, 12 maart 1667) was hoogleraar in de wijsbegeerte te Utrecht (1636). Hij was in 1645 en 1646 rector magnificus aan de Universiteit Utrecht.
Senguerdius of Sengwardus was de zoon van een Oost-Friese predikant, geboren in Sengwarden. Hij studeerde in 1626 in Leiden en in 1631 in Franeker. In 1635 begon hij met lessen te geven aan de Illustrere School in Utrecht. In het jaar daarop werd de school tot universiteit verheven. In 1639 werd hij tot hoogleraar benoemd.

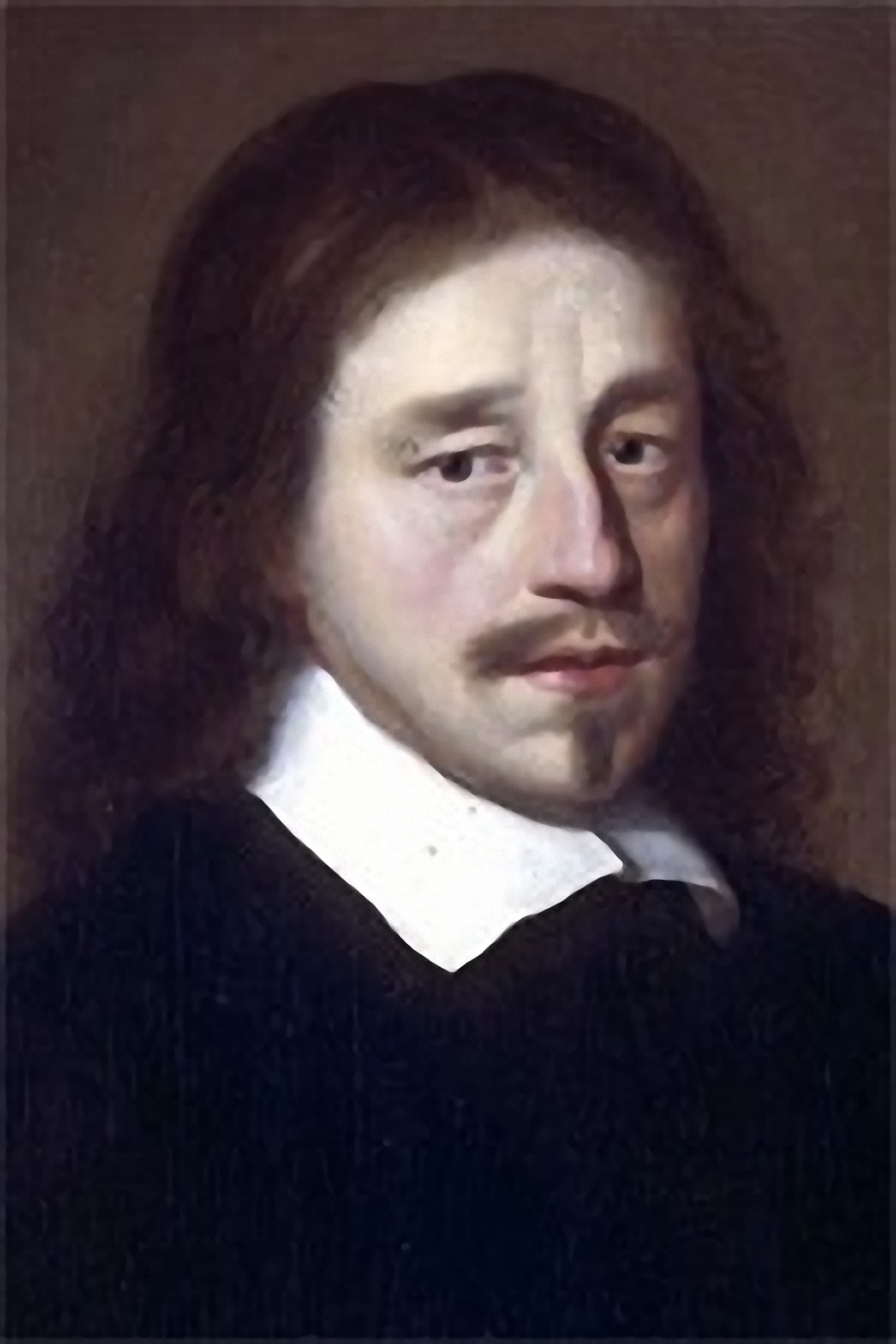
Senguerdius

In 1641 ging hij in ondertrouw met de dochter van een wijnhandelaar uit de Warmoesstraat. Na een aanstelling in Breda te hebben geweigerd kwam hij naar Amsterdam (1648-1667), waar hij Casparus Barlaeus opvolgde. Hij gaf samen met Johannes Klencke colleges in alle takken van de filosofie. In januari 1652 werd zijn zoon Gerrit geboren; binnen dat jaar stierven het kind en de moeder. Jan Amos Comenius droeg in 1659 een verhandeling aan hem op. In 1659 nam hij Gerard Blasius onder zijn hoede. Rond 1660 begon zijn veelbelovende zoon Wilhelmus Arnoldus te disputeren; vier jaar later gevolgd door zijn zoon Wolferdus, die kort daarop in Leiden werd benoemd.
Senguerdius werd op 12 maart begraven in de Oudezijds Kapel. Zijn zoon Wilhelmus Arnoldus (1648-) is mogelijk begraven (?) in de Grote Kerk te Naarden. Ook Wolferdus (1646-1724) zou zich evenals zijn vader aan de wijsbegeerte wijden.

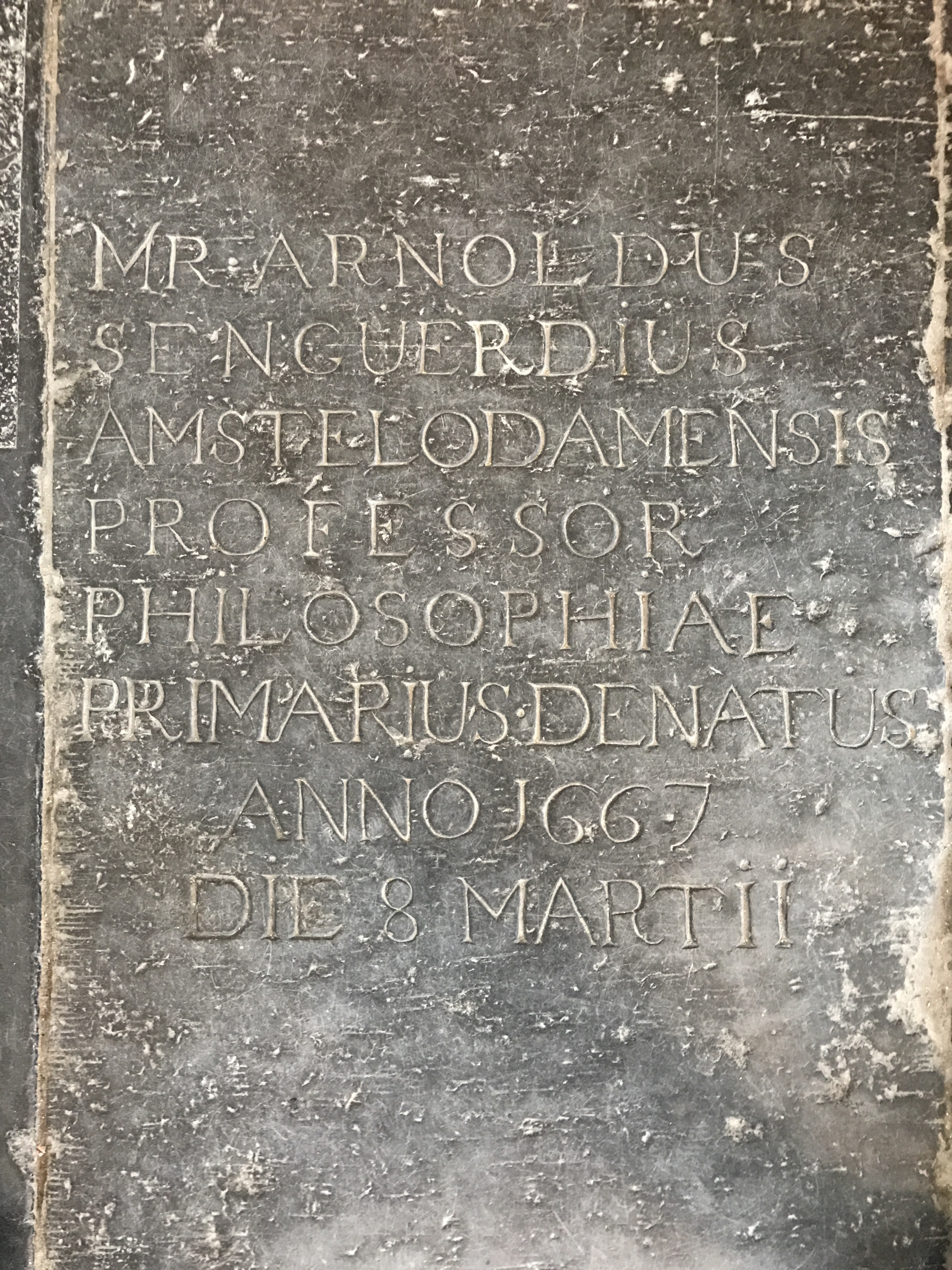

In de Grote Kerk in Naarden ligt een grafsteen met de tekst Mr. Arnoldus Senguerdius Amstelodamensis professor philosophiae primarius.denatus anno 1667 die 8 martii  